# Arrow 3
Arrow 3 або Хец 3 (івр. חֵץ 3, pronounced [ˈχet͡s]) — екзоатмосферна гіперзвукова протибалістична ракета, спільно фінансована, розроблена та вироблена Ізраїлем і Сполученими Штатами. Здійснюється Israel Aerospace Industries (IAI) і Boeing і контролюється «Хома» Міністерства оборони Ізраїлю (івр. חומה, pronounced [χoma], «вал») адміністрації та Агентства протиракетної оборони США. Він забезпечує позаатмосферне перехоплення балістичних ракет (на ділянці траєкторії космічного польоту), включаючи міжконтинентальні балістичні ракети (МБР) з ядерними, хімічними, біологічними або звичайними боєголовками. Завдяки можливостям  двигуна він може змінювати напрямки, дозволяючи  повертатися, щоб побачити супутники, що наближаються. Заявлена дальність польоту ракети становить до 2,400 км.
За словами голови Ізраїльського космічного агентства, Arrow 3 може служити протисупутниковою зброєю, що зробить Ізраїль однією з небагатьох країн світу, здатних збивати супутники.

## Передумови
У серпні 2008 року уряди Ізраїлю та Сполучених Штатів почали розробку компонента верхнього рівня для командування ППО Ізраїлю, відомого як Arrow 3, «з коефіцієнтом убивства близько 99 відсотків». Розробка заснована на дослідженні визначення архітектури, проведеному в 2006—2007 роках, яке визначило необхідність інтеграції компонента верхнього рівня в систему оборони від балістичних ракет Ізраїлю. За словами Ар'є Герцога, тодішнього директора Ізраїльської організації протиракетної оборони (IMDO), основним елементом цього верхнього рівня буде екзоатмосферний перехоплювач, який спільно розроблять IAI і Boeing.
 
Новий компонент також вимагатиме інтеграції можливостей виявлення, відстеження та розрізнення на більшій відстані, крім того, що забезпечують радари «Green Pine» і «Super Green Pine», які використовуються в Arrow 2. Серед передових датчиків, які розглядаються для майбутньої багаторівневої системи Ізраїлю, є бортові електрооптичні датчики, розгорнуті на високолітаючих безпілотних літальних апаратах, і майбутні покращені радари «Green Pine», а також радар AN/TPY-2, який уже розгорнуто в Ізраїлі, і керувався силами США.
Багатомільярдна програма розвитку Arrow є спільною розробкою Ізраїлю та Сполучених Штатів.
| Внески США в програму Arrow 3 за фінансовий рік. Цифри в мільйонах доларів США. | Внески США в програму Arrow 3 за фінансовий рік. Цифри в мільйонах доларів США. | Внески США в програму Arrow 3 за фінансовий рік. Цифри в мільйонах доларів США. | Внески США в програму Arrow 3 за фінансовий рік. Цифри в мільйонах доларів США. | Внески США в програму Arrow 3 за фінансовий рік. Цифри в мільйонах доларів США. | Внески США в програму Arrow 3 за фінансовий рік. Цифри в мільйонах доларів США. | Внески США в програму Arrow 3 за фінансовий рік. Цифри в мільйонах доларів США. | Внески США в програму Arrow 3 за фінансовий рік. Цифри в мільйонах доларів США. | Внески США в програму Arrow 3 за фінансовий рік. Цифри в мільйонах доларів США. | Внески США в програму Arrow 3 за фінансовий рік. Цифри в мільйонах доларів США. |
| 2008 рік                                                                        | 2009 рік                                                                        | 2010 рік                                                                        | 2011 рік                                                                        | 2012 рік                                                                        | 2013 рік                                                                        | 2014 рік                                                                        | 2015 рік                                                                        | 2016 рік                                                                        | 2017 рік                                                                        |
| ------------------------------------------------------------------------------- | ------------------------------------------------------------------------------- | ------------------------------------------------------------------------------- | ------------------------------------------------------------------------------- | ------------------------------------------------------------------------------- | ------------------------------------------------------------------------------- | ------------------------------------------------------------------------------- | ------------------------------------------------------------------------------- | ------------------------------------------------------------------------------- | ------------------------------------------------------------------------------- |
| 20,0                                                                            | 30,0                                                                            | 50.036                                                                          | 58 966                                                                          | 66 220                                                                          | 74 700                                                                          | 74 707                                                                          | 74 707                                                                          | 89 550                                                                          | 204 893                                                                         |
| 2018 рік                                                                        | 2019 рік                                                                        | 2020 рік                                                                        | 2021 рік                                                                        | 2022 рік                                                                        | 2023 рік                                                                        | 2024 рік                                                                        | 2025 рік                                                                        | 2026 рік                                                                        | 2027 рік                                                                        |
| 310,0                                                                           | 80,0                                                                            | 55,0                                                                            | 77,0                                                                            |                                                                                 |                                                                                 |                                                                                 |                                                                                 |                                                                                 |                                                                                 |

## Розробка

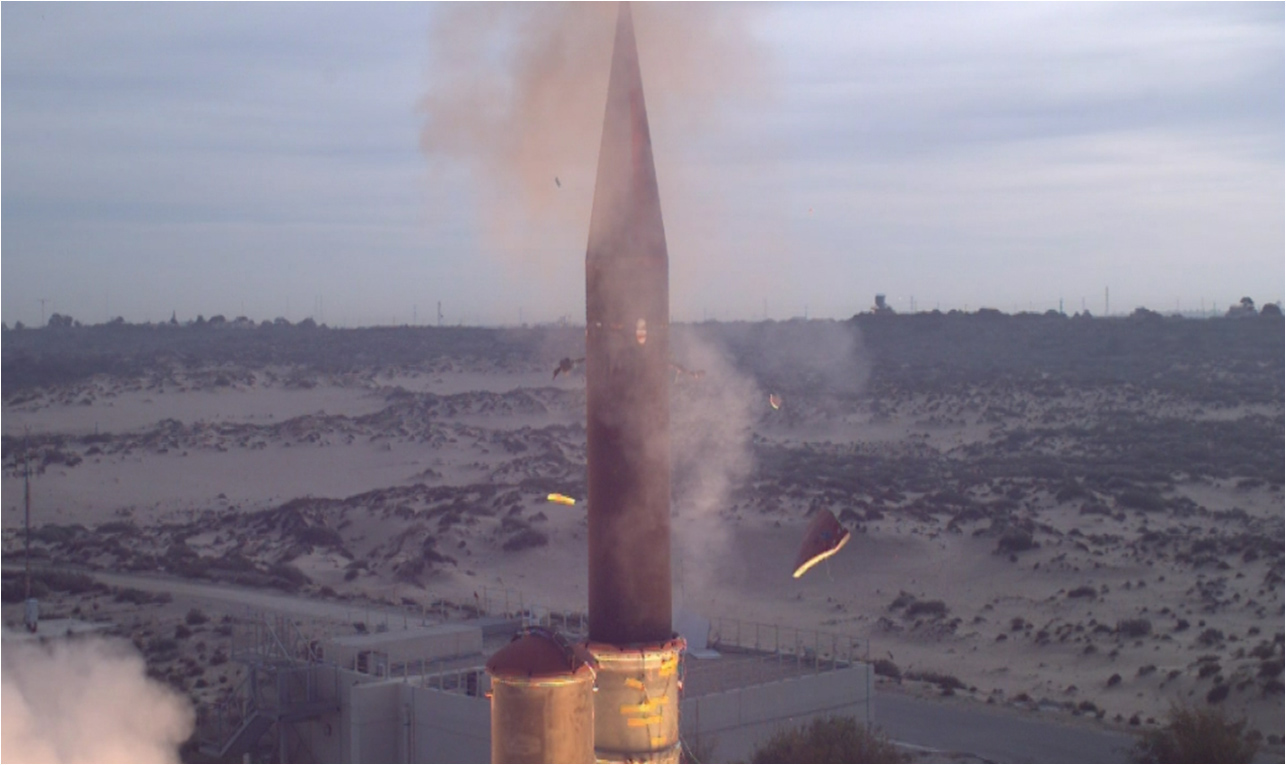
Запуск Arrow 3 у лютому 2013 року.

IAI розпочала попередні випробування Arrow 3 у 2011 році. Компанія не буде уточнювати, які тести були проведені, але вони є частиною підготовки до повного випробування. 23 січня 2012 року Міністерство оборони Ізраїлю опублікувало фотографії та відео нещодавніх успішних випробувань з авіабази Пальмахім. Під час випробувань був запущений макет ракети-перехоплювача для перевірки пускової та рухової установки, а також інших датчиків стеження.
23 січня 2012 року IAI оголосила про угоду про спільну роботу над Arrow 3 з Boeing. Boeing відповідає за 40-50 відсотків виробництва Arrow 3. Очікуваний вміст включає в себе корпуси автомобілів, кожух, каністру, сейфи та пристрої запалювання, пристрої живлення (батареї) та інерційні навігаційні блоки, а також кілька комплектів авіоніки, приводів і клапанів.
25 лютого 2013 року з авіабази Палмахім було проведено випробування Arrow 3. Під час запуску випробували систему керування та двигуни ракети. За словами високопоставленого джерела в обороні, ракета досягла гіперзвукової швидкості та досягла висоти 100 км, входячи в простір. Він слідував за різними об'єктами, наприклад зірками, і набирав висоту. Його двигун зупинився через шість хвилин.

## Технічні характеристики
Ізраїльська аерокосмічна промисловість оголосила в червні 2009 року, що запатентований метод екзоатмосферного перехоплення Arrow 3 включає двоступеневий перехоплювач, як і Arrow 2, але виключно на основі технології hit-to-kill. На відміну від більшості транспортних засобів убивства, які використовують рідинний або газовий двигун, новий ізраїльський транспортний засіб убивства буде приводитися в рух звичайним ракетним двигуном, оснащеним соплом вектора тяги. Він також буде оснащений карданним механізмом самонаведення для покриття півсфери. Вимірюючи зону прямої видимості самонаведення відносно руху машини, вбивча машина використовуватиме пропорційну навігацію, щоб відхилити свій курс і точно вирівнятися з траєкторією польоту цілі. Джозеф Хассон, головний конструктор ракет в IAI, який запатентував нову машину вбивства разом зі своєю колегою Галею Голднер, каже, що концепція є відносно простою, надійною та недорогою та базується на зрілих технологіях. Крім того, здатність і маневреність машини для вбивства зменшують потребу в системах виявлення та відстеження, які зазвичай супроводжують дистанційні вбивства за допомогою датчиків позаатмосфери. IAI показала повнорозмірну модель ракети Arrow 3 і її вбивчої машини на Паризькому авіасалоні в червні 2009 року.
Arrow 3 має бути здатний перехоплювати балістичні ракети, особливо ті, що несуть зброю масового знищення, на висотах понад 100 км, і в більших діапазонах. Він також може бути корабельним. Arrow 3 швидший ніж Arrow 2 і трохи менший, важить майже половину.
Очікується, що батарея Arrow 3 перехопить залпи більше п'яти балістичних ракет протягом 30 секунд. Arrow 3 можна запустити в простір до того, як буде відомо, куди спрямовується цільова ракета. Коли мета та її курс ідентифіковані, перехоплювач Arrow перенаправляється за допомогою свого сопла вектора тяги, щоб закрити розрив і провести перехоплення «тіло до тіла».
Arrow 3 може мати знижену 30-річну вартість життєвого циклу. Вона повинна використовувати ту саму систему запуску, що й Arrow 2. За повідомленнями, це коштуватиме 2–3 мільйони доларів за одиницю, тоді як вартість програми оцінюється приблизно в 700—800 мільйонів доларів за три роки.

## Виробництво
Stark, американська дочірня компанія Israel Aerospace Industries, була обрана для виробництва каністр для Arrow 3 і здійснила першу поставку у вересні 2018 року.

## Розгортання
Як повідомляє Jane's Defense Weekly, у зверненні, яке описує розширення об'єкта ВПС Ізраїлю в Таль-Шахарі, приблизно на півдорозі між Єрусалимом і Ашдодом, поблизу Бейт-Шемеша, вказується, що майже напевно його використовуватимуть для чотирьох пускових установок Arrow 3 на ділянках, розрізаних навколишні пагорби. Орієнтовна дата завершення — приблизно кінець 2014 року. Кожна з чотирьох пускових установок матиме по шість ракет, загалом 24 перехоплювачі. Плани щодо бази були оприлюднені під час звичайного конкурсу контрактів Міністерства оборони Сполучених Штатів. 18 січня 2017 року Arrow 3 було оголошено працездатним.

## Експорт
- Азербайджан — розглядав можливість придбання системи під час 2021 tensions with Iran[30]
- Німеччина — розглядає можливість придбання системи захисту від російських ракет.[31] Однак продаж був заблокований Сполученими Штатами.[32]